# Paraxestia ochrothrix
Paraxestia ochrothrix là một loài bướm đêm trong họ Noctuidae.